# Pristaulacus gibbator
Pristaulacus gibbator är en stekelart som först beskrevs av Carl Peter Thunberg 1822.  Pristaulacus gibbator ingår i släktet Pristaulacus och familjen vedlarvsteklar. Arten är reproducerande i Sverige. Inga underarter finns listade i Catalogue of Life.